# Livyatan melvillei
Livyatan melvillei és una espècie extinta de cetaci que visqué entre fa 13 i fa 12 milions d'anys al que avui és un desert a prop d'Ica, a l'actual Perú. Nedava a les mateixes aigües que l'extint tauró gegant Megalodon. És possible que el canvi climàtic que es produí a finals del Neogen provoqués l'extinció d'aquesta espècie. El parent vivent més proper de Livyatan melvillei és el catxalot, tot i que segons els científics que el descrigueren, no tenen un parentesc gaire proper.
L'espècie fou descoberta el 2008 i descrita el 2010 per un equip de científics que n'incloïen de l'Institut Reial de Ciències Naturals de Bèlgica i el Museu d'Història Natural de Rotterdam.